# کارلو گوالاندری
کارلو گوالاندری (ایتالیایی: Carlo Gualandri؛ ۲۴ دسامبر ۱۸۹۵ – ۱۱ آوریل ۱۹۷۲) بازیگر اهل ایتالیا بود.
از فیلم‌هایی که وی در آنها نقش داشته‌است، می‌توان به فانوس شیطان و آخرین روزهای پمپئی اشاره کرد.